# Gonomyia chiapasensis
Gonomyia chiapasensis är en tvåvingeart som beskrevs av Alexander 1927. Gonomyia chiapasensis ingår i släktet Gonomyia och familjen småharkrankar. Inga underarter finns listade i Catalogue of Life.